# چشم غیرمسلح

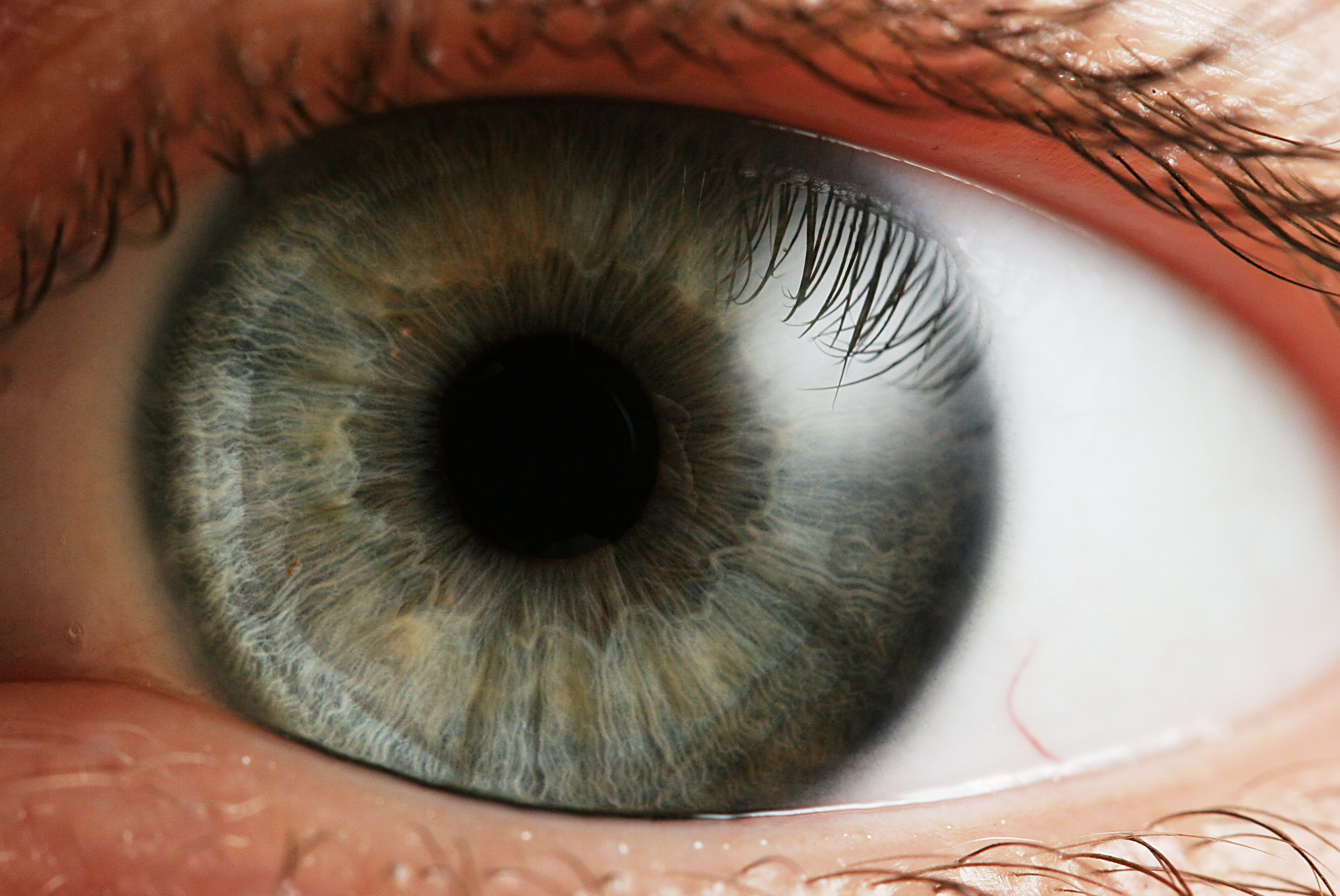
چشم برهنه

چشم برهنه یا چشم بی‌یاور یک اصطلاح است که برای اشاره به بازهٔ بینایی انسان بدون کمک گرفتن از ابزارهایی مانند میکروسکوپ، تلسکوپ و … به کار می‌رود.
به کار بردن عبارت نادرست «غیرمسلح» یک اشتباه لفظی رایج است، زیرا تجهیزات مربوط به بینایی سلاح و جنگ‌افزار نیستند و درست است واژه‌های «چشم بی‌کمک» یا «چشم نامجهز» یا «چشم برهنه» به کار رود.